# Zing je moerstaal
Zing je moerstaal is een Nederlands album dat ter gelegenheid van de boekenweek van 1976 werd uitgebracht door de CPNB, als speciale uitgave voor jongeren. Diverse Nederlandse artiesten en bands vertolken op muziek gezette Nederlandstalige gedichten van Nederlandse auteurs. Het concept was bedacht door Ad Visser die ook als producent fungeerde.
De klassieker Terug naar de kust van Maggie MacNeal is van dit album afkomstig.
Op dinsdagavond 30 maart 1976 werden de nummers door de AVRO in een tv-special op Nederland 1 uitgezonden, gepresenteerd door Hilversum 3 dj Ad Visser en presentatrice Leontien Ceulemans .

## Hoes
De voorzijde van de uitklapbare hoes toont een tekening van een vrouwenhoofd met in haar mond een kikker op klompen die een houder met kroontjespen vasthoudt. De achterzijde toont in blauw gekleed gaande mannen en vrouwen op klompen. De illustratie is van Johan Ekkel, die tevens het bijbehorende boekje met liedteksten illustreerde.

## Nummers
- kant 1:

1. "Boezem" van Harry Mulisch door Kayak
2. "Fred" van Jan Kal door Lucifer
3. "Rond" van Bert Schierbeek door Bots
4. "Maar één maand" van Kees Buddingh' door Alexander Curly
5. "De tijd zegt niets" van Judith Herzberg door Earth & Fire
6. "Terug naar de kust" van Theun de Winter door Maggie MacNeal

kant 2:
1. "De Kinderballade" van Gerrit Komrij door Boudewijn de Groot
2. "Het Dorp" van Wim de Vries door Fungus
3. "Perpetuum mobile" van Hans Dorrestijn door Peter Koelewijn
4. "Avondrood" van Jules Deelder[2] door Focus
5. "Sober Leven" van Nico Scheepmaker door Drs. P
6. "Juffrouw Nifterink" van Simon Carmiggelt door Robert Long